# Ölziibayaryn Düürenbayar
Ölziibayaryn Düürenbayar –en mongol, Өлзийбаярын Дүүрэнбаяр, también escrito como Ulziibayar Duurenbayar– (31 de julio de 1994) es un deportista mongol que compite en judo.
Ganó una medalla de bronce en el Campeonato Mundial de Judo de 2018, y una medalla de bronce en el Campeonato Asiático de Judo de 2017. En los Juegos Asiáticos consiguió dos medallas de plata en los años 2014 y 2018.

## Palmarés internacional
| Campeonato Mundial  | Campeonato Mundial      | Campeonato Mundial | Campeonato Mundial |
| Año                 | Lugar                   | Medalla            | Categoría          |
| ------------------- | ----------------------- | ------------------ | ------------------ |
| 2018                | Bakú (Azerbaiyán)       | Medalla de bronce  | +100 kg            |
| Juegos Asiáticos    |                         |                    |                    |
| Año                 | Lugar                   | Medalla            | Categoría          |
| 2014                | Incheon (Corea del Sur) | Medalla de plata   | +100 kg            |
| 2018                | Yakarta (Indonesia)     | Medalla de plata   | +100 kg            |
| Campeonato Asiático |                         |                    |                    |
| Año                 | Lugar                   | Medalla            | Categoría          |
| 2017                | Hong Kong (China)       | Medalla de bronce  | +100 kg            |